# Turn Me On (Riton e Oliver Heldens)
Turn Me On  è un singolo del DJ britannico Riton e del produttore discografico olandese Oliver Heldens, pubblicato il 13 settembre 2019.

## Descrizione
Il brano, che vede la partecipazione vocale della cantante britannica Vula, è basato su un sample di Don't Go del duo musicale britannico Yazoo, mentre il testo include un'interpolazione di Doctor Love del gruppo musicale statunitense First Choice.

## Video musicale
Il video musicale, diretto da Elliot Simpson, è stato reso disponibile il 9 ottobre 2019.

## Tracce
Testi e musiche di Allan Wayne Felder, Henry Smithson, Iman Contahulten, Norman Ray Harris, Olivier Heldens, Ronald Tyson e Vince Clarke.
Download digitale
1. Turn Me On (feat. Vula) – 3:28

Download digitale – Marshall Jefferson Anthem Mix
1. Turn Me On (feat. Vula) (Marshall Jefferson Anthem Mix) – 3:28

Download digitale – Acoustic Version
1. Turn Me On (feat. Vula) (Acoustic Version) – 3:37

## Formazione
Musicisti
- Vula Malinga – voce
- Hal Ritson – voce
- Riton – strumentazione
- Oliver Heldens – strumentazione
- Dipesh Parmar – programmazione

Produzione
- Riton – produzione
- Oliver Heldens – produzione
- Hal Ritson – produzione vocale, registrazione
- Mike Marsh – mastering
- Serge Courtois – missaggio

## Classifiche

### Classifiche settimanali
| Classifica (2019-20) | Posizione massima |
| -------------------- | ----------------- |
| Australia            | 38                |
| Austria              | 58                |
| Belgio (Fiandre)     | 12                |
| Belgio (Vallonia)    | 13                |
| Croazia              | 14                |
| Francia              | 84                |
| Germania             | 18                |
| Irlanda              | 11                |
| Lituania             | 44                |
| Lussemburgo          | 5                 |
| Paesi Bassi          | 38                |
| Regno Unito          | 12                |
| Repubblica Ceca      | 74                |
| Romania              | 89                |
| Slovacchia           | 47                |
| Slovenia             | 29                |
| Stati Uniti          | 121               |
| Svizzera             | 38                |
| Ungheria             | 35                |

### Classifiche di fine anno
| Classifica (2020) | Posizione |
| ----------------- | --------- |
| Belgio (Fiandre)  | 49        |
| Belgio (Vallonia) | 35        |
| Croazia           | 18        |
| Germania          | 72        |
| Ungheria          | 97        |